# Asterophora lycoperdoides
Nyctalis porteur d'étoiles
Espèce
Synonymes
- Agaricus lycoperdoides Bull., 1784
- Agaricus lycoperdonoides Bull., 1784
- Merulius lycoperdoides (Bull.) Lam. & DC., 1805
- Asterophora agaricoides Fr. & Nordholm, 1818
- Asterophora agaricicola Corda, 1840
- Artotrogus asterophora Fr., 1849
- Asterotrichum ditmarii Bonord., 1851
- Asterotrichum ditmari Bonord., 1851
- Nyctalis lycoperdoides (Bull.) J. Schröt., Cohn, 1889
- Artotrogus lycoperdoides (Bull.) Kuntze, 1898
- Hypolyssus lycoperdoides (Bull.) Kuntze, 1898
- Hypolyssus lycoperdodes (Bull.) Kuntze, 1898
- Nyctalis agaricoides (Fr.) Bon & Courtec., 1989
- Asterophora nauseosa Weinm., 1836
- Nyctalis asterophora f. major J.E. Lange, 1933

Asterophora lycoperdoides, le Nyctalis porteur d'étoiles, est une espèce de champignons Basidiomycètes. Ce petit champignon mycoparasite de vieilles Russulaceae est recouvert d'une poudre brune caractéristique. De distribution holarctique, cette espèce est plus courante que sa congénère Asterophora parasitica.

## Description
Asterophora lycoperdoides est une petite espèce dont le chapeau de 10 à 30 mm de diamètre est entièrement recouvert d'une poudre blanchâtre flaconique, puis cannelle à brunâtre farineux en raison de sa décomposition. Les lamelles sont épaisses, beiges, mal formées et rares ; elles peuvent même dans certains cas être absentes. La chair du chapeau est blanche. Le pied blanc, souvent plié, à chair brun clair, mesure de 10 à 50 mm de long pour 5 à 15 mm de large et se creuse et noircit en vieillissant,.
Asterophora lycoperdoides produit une sporée rare à très rare blanche dont les spores elliptiques mesurent 5 à 7 μm pour 3 à 4,5 μm. La poudre abondante du chapeau d'abord crème se décompose progressivement en chlamydospores bruns. Ces dernières, au goût et à l'odeur de farine sont des éléments permettant une reproduction végétative. Elles sont ovales à rondes, verruqueuses à ternes et épineuses et mesurent de 13 à 20 μm de long pour 10 à 20 μm de large. Les basidiospores sont lisses, elliptiques et hyalines,.

## Biologie
Asterophora lycoperdoides est un mycoparasite saprophyte poussant en troupe sur les Russulaceae en décomposition ; particulièrement les espèces proches de Russula nigricans mais également Russula adusta et Russula densifolia et plus rarement sur des Lactaires tels que Lactarius vellereus,.
Asterophora lycoperdoides est la forme sexuée (téléomorphe) de cette espèce. La forme asexuée (anamorphe) est nommée Ugola physaroides

## Écologie et distribution
Asterophora lycoperdoides apprécie les hêtraies, les hêtraies-sapinières, les pessières et les sapinières, dans des endroits humides. Les fructifications apparaissent en Europe centrale surtout les années pluvieuses, de fin juillet à début novembre.
Le Nyctalis porteur d'étoiles a une distribution holarctique. On le trouve en Sibérie, au Japon et en Amérique du Nord. En Europe, on le trouve depuis les Baléares, la Corse, l'Italie et la Roumanie, en passant par l'Europe occidentale et centrale, jusqu'en Estonie, au Danemark et en Suède.

Asterophora lycoperdoides
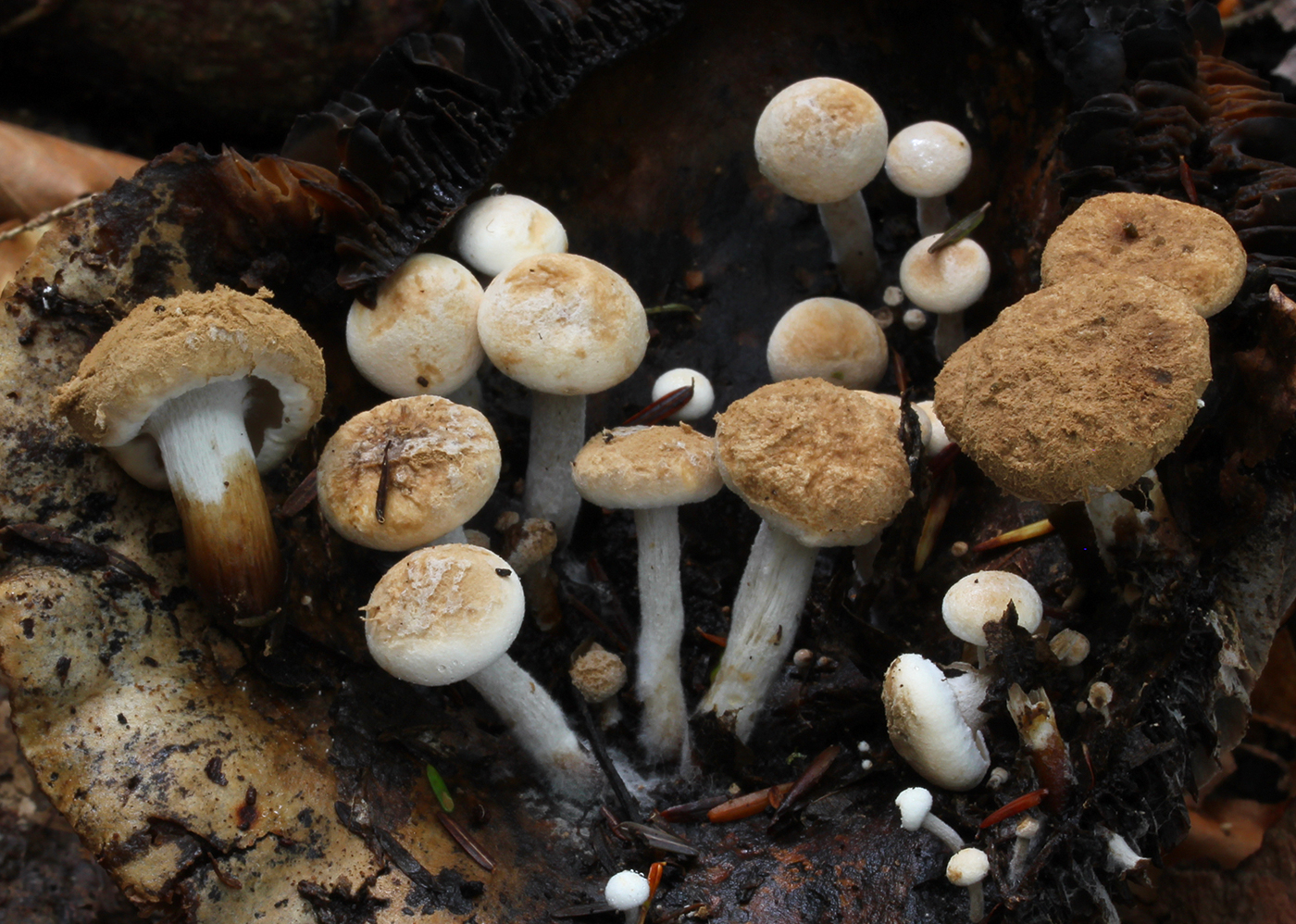
New Hampshire, États-Unis.
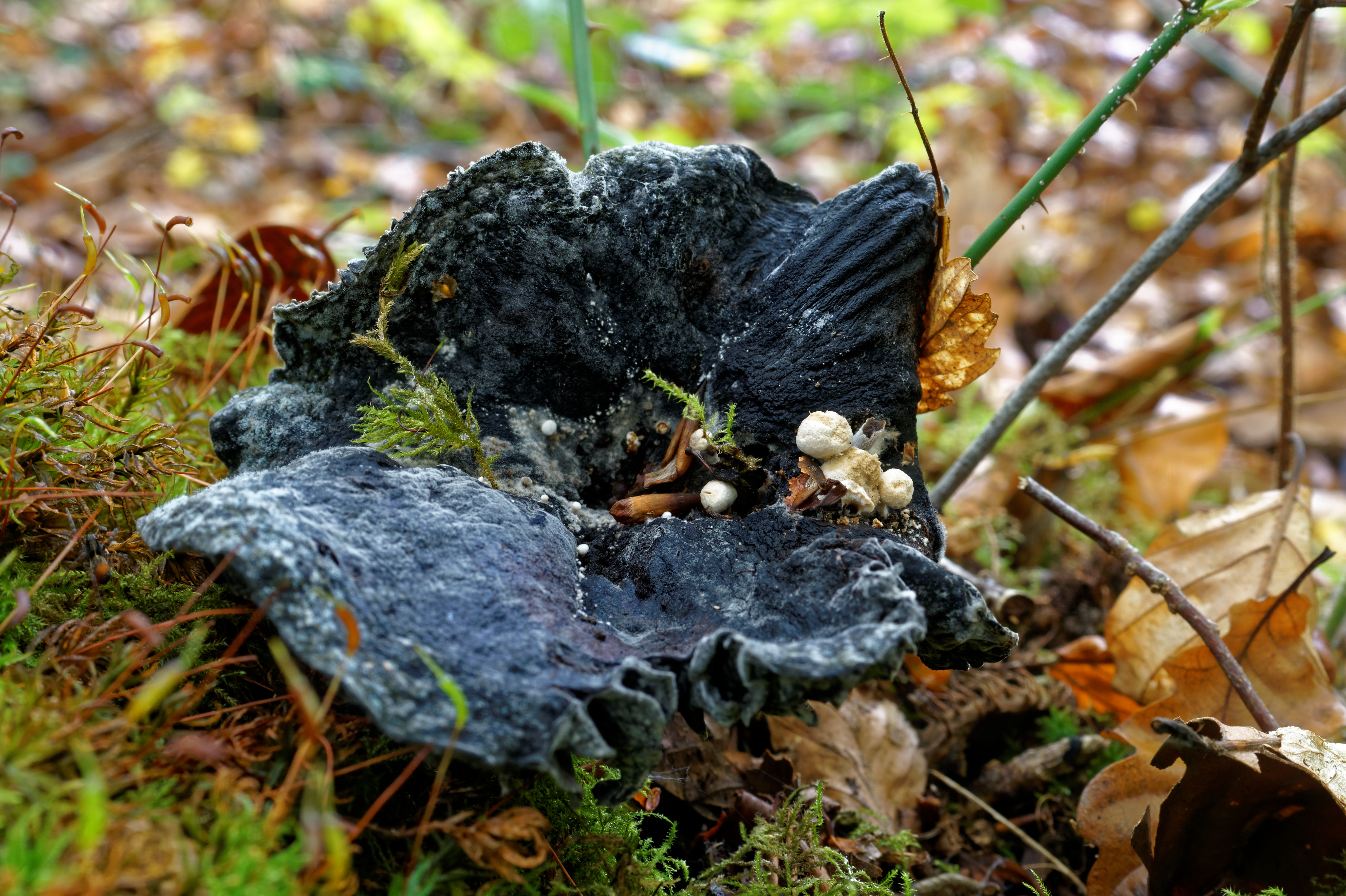
Royaume-Uni.
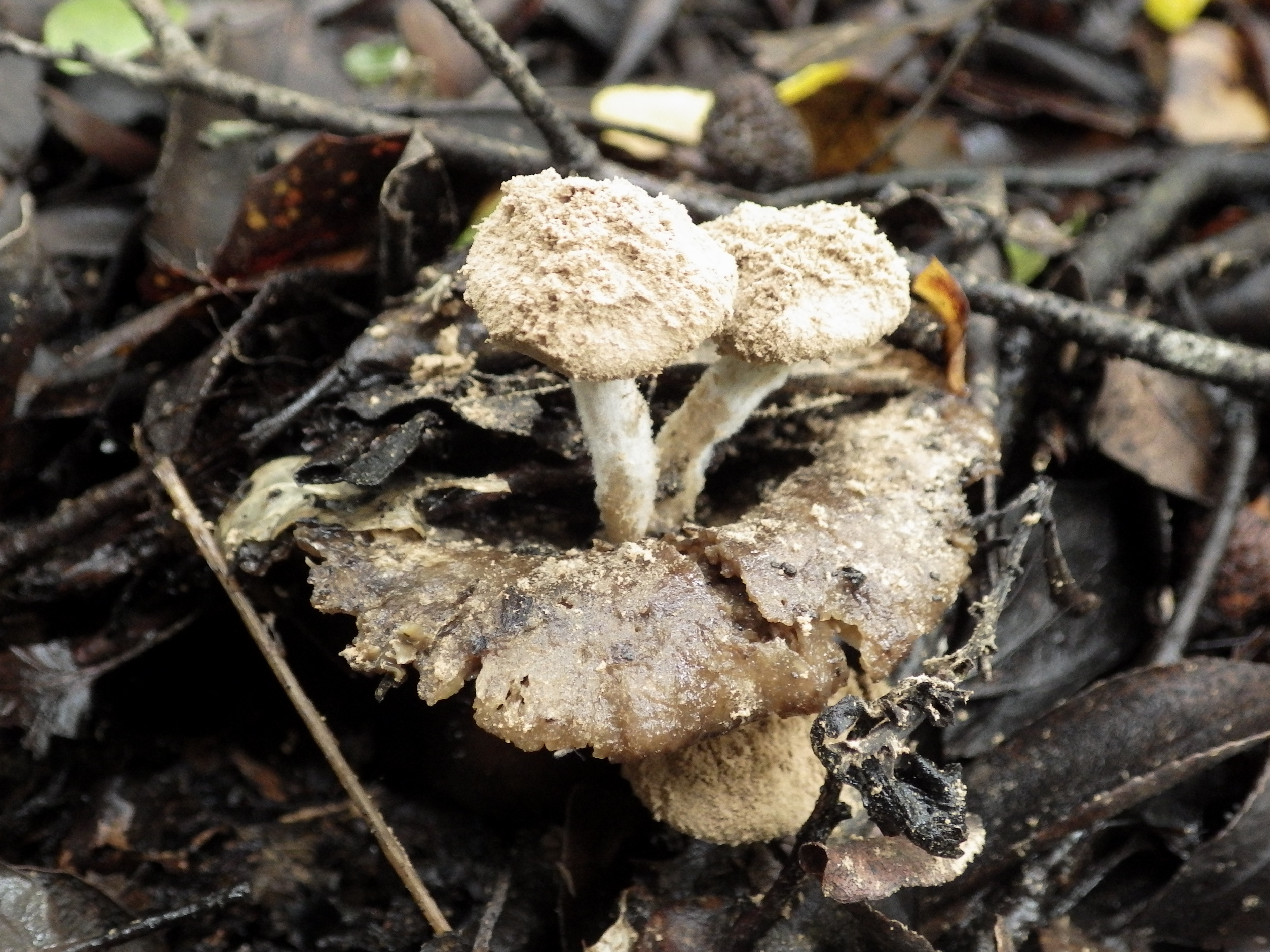
Sintra, Portugal.
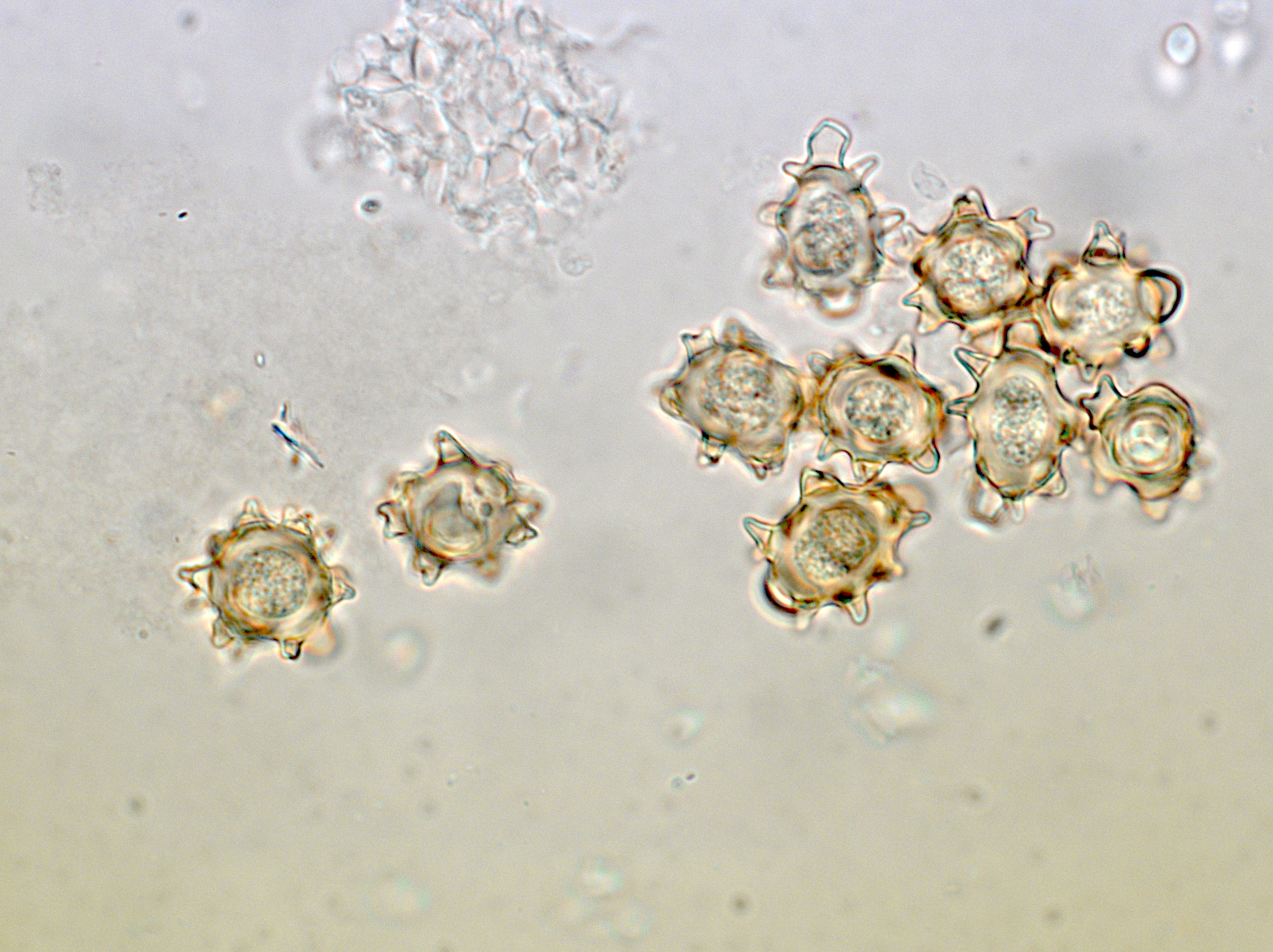
Chlamydospores, organes de reproduction végétative.